# Jovibarba preissiana
Jovibarba preissiana là một loài thực vật có hoa trong họ Crassulaceae. Loài này được Omelcz. & Czopik miêu tả khoa học đầu tiên.